# 阿拉哈巴德条约

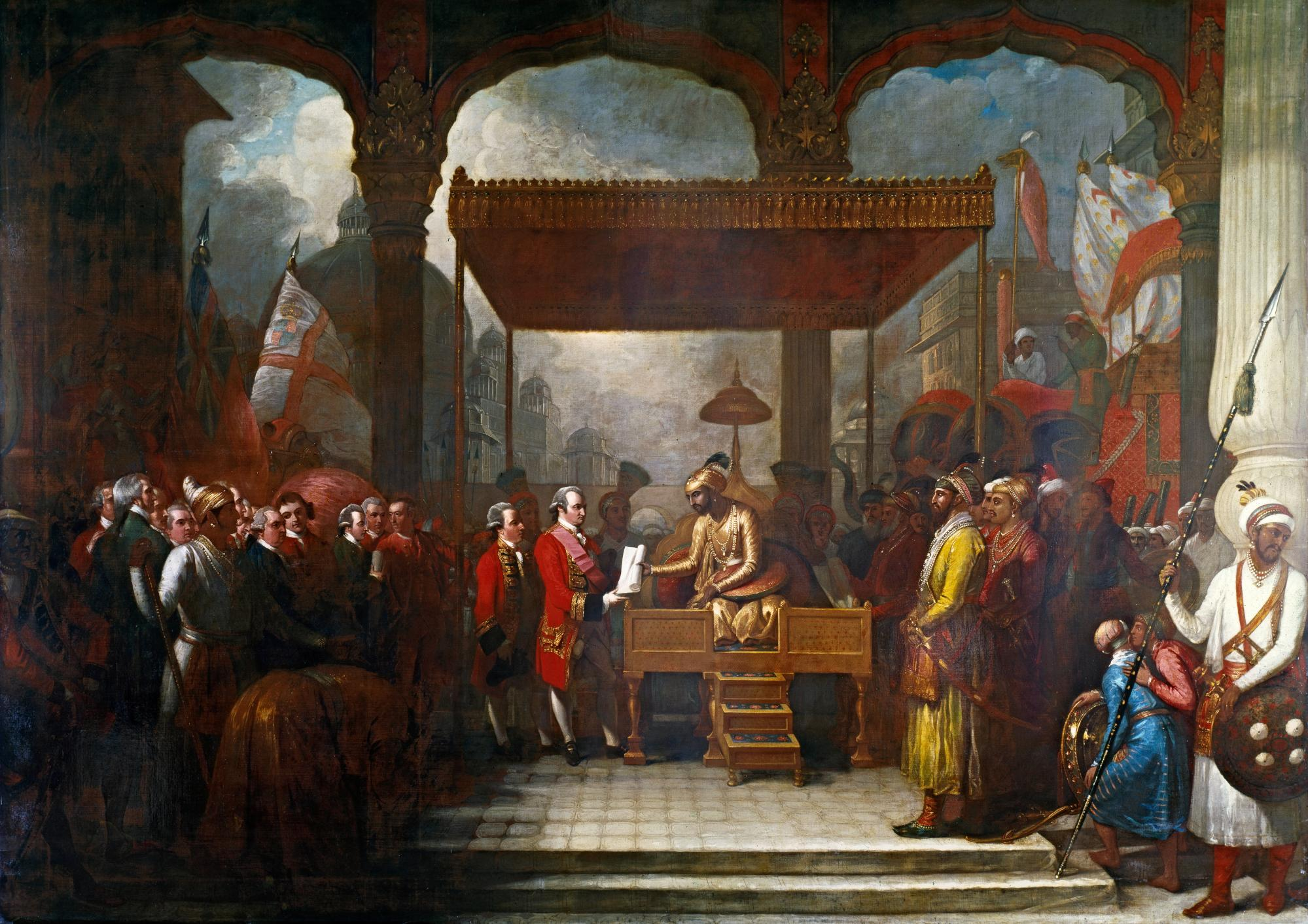
沙·阿拉姆二世向克萊芙男爵让权

阿拉哈巴德条约是1764年10月22日布克萨尔战役后，英属东印度公司克莱夫男爵和莫卧儿帝国皇帝沙·阿拉姆二世（Shah Alam II）在1765年8月16日签署的一项条约。根据该条约，莫卧儿皇帝将孟加拉、比哈尔和奥里萨邦的行政管理权（印度语中称Diwani）授予了东印度公司。作为回报，东印度公司每年向皇帝进贡26拉克卢比（相当于26万英镑）。 
东印度公司根据该条约获得了向2000万人征税的权利，每年约能获得200-300万英镑的收入。